# Сотавов, Надыр-Паша Алыпкачевич
Надыр-Паша (Надир-Паша) Алыпкачевич (Алипкаевич) Сотавов (род. 5 мая 1932) — советский и российский дагестанский историк, доктор исторических наук, профессор Дагестанского государственного университета (ДГУ), заведующий кафедрой истории стран Азии и Африки исторического факультета ДГУ и руководитель Центра изучения стран Ближнего и Среднего Востока
факультета востоковедения ДГУ.

## Биография
Родился 5 мая 1932 года. Окончил Хасавюртовское педагогическое училище и исторический факультет Дагестанского государственного университета (ДГУ).
В 1969 году защитил диссертацию «Внешнеполитические отношения Дагестана со странами Востока (Турция, Иран) в первой половине XVIII века» и получил учёную степень кандидата исторических наук.
Работал на историческом факультете ДГУ, занимал должности преподавателя, доцента и профессора. В 1989—2009 годах являлся заведующим кафедрой истории стран Азии и Африки. Также являлся руководителем Центра исследований стран Ближнего и Среднего Востока факультета востоковедения ДГУ.
В 1989 году защитил диссертацию «Северный Кавказ в русско-иранских и русско-турецких отношениях XVIII века (от Константинопольского договора до Кючук-Кайнарджийского мира: 1700—1774 г)» и получил учёную степень доктора исторических наук.

## Научная и общественная деятельность
Область научных исследований — история Дагестана и Северного Кавказа в целом, Северный Кавказ во внешней политике Российской империи.
Автор более 30 научных статей и монографий. Соавтор главы «Северный Кавказ в российской внешней политике XVIII века» в фундаментальном труде «Северный Кавказ в составе Российской империи».

## Награды
- Заслуженный деятель науки Республики Дагестан[4].